# Tagami, Niigata
Tagami (田上町 Tagami-machi) là thị trấn thuộc huyện Minamikanbara, tỉnh Niigata, Nhật Bản. Tính đến ngày 1 tháng 10 năm 2020, dân số ước tính thị trấn là 11.227 người và mật độ dân số là 350 người/km2. Tổng diện tích thị trấn là 31,71 km2.

## Địa lý

### Đô thị lân cận
- Niigata
  - Niigata
    - Minami, Niigata
    - Akiha, Niigata

  - Kamo
  - Gosen